# Udržitelný život
Jako udržitelný život, resp. udržitelný způsob života je označován takový životní styl, který se snaží omezit využívání přírodních a osobních zdrojů člověkem nebo společností. Protagonisté udržitelného života se často pokoušejí snížit svou uhlíkovou stopu změnou způsobů dopravy, spotřeby energie a stravování. Zastánci udržitelného způsobu života chtějí žít způsobem, který je v souladu s udržitelností, přirozenou rovnováhou a respektujícím symbiotický vztah lidstva s přirozenou vývojem a cykly Země. Praxe a obecná filozofie ekologického způsobu života je vysoce propojena s celkovými principy udržitelného rozvoje.
Lester R. Brown, významný environmentalista a zakladatel Worldwatch institutu a Institutu pro politiku Země, popisuje udržitelný způsob života v 21. století jako "přechod na formy života založené na obnovitelných zdrojích energie, ekonomice založené na opětovném využívání a recyklaci zdrojů a na distribuovaných dopravních systémech".

## Definice
Udržitelný způsob života znamená v principu aplikaci principů udržitelnosti do každodenního rozhodování a do stylu života. Jeden z konceptů říká, že udržitelný způsob života znamená takový způsob života který naplňuje současné ekologické, sociální a ekonomické potřeby, aniž by ohrozil schopnost budoucích generací naplňovat potřeby v těchto oblastech. Další širší pojetí pojmu popisuje udržitelný život ve smyslu čtyř propojených sociálních oblastí: ekonomie, ekologie, politiky a kultury. V prvním pojetí lze udržitelný život popsat jako život v rámci únosné kapacity, definované jmenovanými obory. Ve druhé koncepci trvalé udržitelnosti lze definovat udržitelný život jako vyjednávání vztahů potřeb v rámci limitů ve všech propojených sociálních oblastí, včetně toho, že jsou brány v úvahu důsledky pro budoucí lidské generace a další živočišné a rostlinné druhy.
Josef Vavroušek definoval udržitelný život takto: "Trvale udržitelný způsob života – je to takový způsob života, který se přibližuje ideálům humanismu a harmonie vztahů mezi člověkem a přírodou, a to v časově neomezeném horizontu. Je založen na vědomí odpovědnosti vůči dnešním i budoucím generacím a na úctě k živé i neživé přírodě.“ 
Kritickými faktory udržitelného života jsou udržitelný design a udržitelný rozvoj. Udržitelný design zahrnuje vývoj vhodných technologií, které jsou základem udržitelných životních postupů. Udržitelným rozvojem je pak využití těchto technologií v infrastruktuře. Udržitelná architektura a udržitelné zemědělství jsou nejběžnějšími příklady této praxe.

## Historie
- 1954 Vyšla publikace Žít dobrý život (Living of Good Life) autorů Helen a Scott Nearing, která je označována jako začátek hnutí udržitelného života. Publikace připravila cestu pro hnutí "Zpět na zem" ("back-to-the-land") v pozdních šedesátých a počátcích sedmdesátých let.[13][14]
- 1962 Publikace Mlčící jaro (Silent Spring) od Rachel Carson znamenala další významný milník pro hnutí udržitelnosti.[15]
- 1972 Donella Meadowsová a Dennis Meadows napsali mezinárodní bestseller Meze růstu (Limits of Growth), který se zabýval o dlouhodobými globálními trendy v populaci, ekonomice a životním prostředí. Prodaly se milióny výtisků a byl přeložen do 28 jazyků.[16]
- 1973 Ernst Schumacher publikoval sbírku esejí o posunu směrem k udržitelnému životu prostřednictvím vhodného využití technologií ve své knize Malé je krásné (Small is Beautiful).[17]
- 1992-2002 Organizace spojených národů uspořádala řadu konferencí, které se zaměřily na zvyšování udržitelnosti v rámci společnosti za účelem ochrany přírodních zdrojů Země. Konference Summit Země se konala v letech 1992, a byla následována Summitem Země v roce 2002.[18]
- 2007 zveřejnila Organizace spojených národů publikaci "Udržitelná spotřeba a výroba, podporující modely spotřeby domácností, které podporují udržitelný životní styl v komunitách a domácnostech.[19]